# Club at the End of the Street
Club at the End of the Street è un brano composto da Elton John con testo di Bernie Taupin ed interpretato dallo stesso cantante britannico, pubblicato come singolo nel 1990.

## Il brano
Proveniente dall'album del 1989 Sleeping with the Past, si caratterizza come una canzone di stampo pop, dalla melodia allegra e decisamente ritmata. Elton suona un pianoforte Roland, ed è accompagnato da Guy Babylon alle tastiere, Romeo Williams al basso e Johnathan Moffett alla batteria. Fred Mandel è presente alla chitarra elettrica e all'organo, mentre Vince Denham è alle prese con il sassofono. Davey Johnstone, infine, si cimenta alla chitarra elettrica e ai cori. 
Il testo di Bernie, letteralmente Club Alla Fine Della Strada, parla di una coppia che decide di trascorrere la notte in un locale cittadino; in questo nightclub si può presumibilmente ascoltare la musica di Otis Redding e Marvin Gaye (i due artisti sono infatti menzionati nella seconda strofa, subito dopo il primo ritornello). Il sesso dei due protagonisti non è specificato, e la canzone può quindi essere intesa sotto ogni punto di vista (nel maggio del 1990 Elton aveva peraltro ammesso di essere omosessuale, smentendo l'intervista del 1976 nella quale dichiarava la sua bisessualità).
Curiosamente, il videoclip del brano è a cartoni animati; in quel periodo, infatti, Elton passava molto tempo con Ryan White (giovane vittima dell'AIDS) e con la famiglia del ragazzo, nonostante la casa discografica avesse chiesto un video per il singolo.
Club at the End of the Street aveva per B-side un famoso successo di John Lennon cantato da Elton (Give Peace A Chance): questa cover, uno dei brani più bizzarri mai registrati da Elton, metteva in evidenza un mix di curiosi vocalizi con I Don't Wanna Go on with You like That in sottofondo; diverse persone venivano inoltre menzionate come "The next contestants on 'making a b-side" ("I prossimi concorrenti nel fare una B-side"). Questa canzone fu distribuita anche nel box set del 1990 To Be Continued....
Club at the End of the Street ebbe un buon successo, raggiungendo la Top 20 statunitense nell'estate del 1990. In Danimarca conseguì addirittura una #1, ed è ancora vista come uno dei principali successi danesi di Elton John.

## I singoli
Singolo 7" / singolo in CD
1. "Club at the End of the Street" — 4:49
2. "Give Peace a Chance" — 3:46

Maxi singolo 12"
1. "Club at the End of the Street" — 4:49
2. "Give Peace a Chance" — 3:46
3. "I Don't Wanna Go on with You like That" (live in Verona) — 5:37

## Classifiche
| Classifica (1990)                      | Posizione più alta |
| -------------------------------------- | ------------------ |
| Australia                              | 19                 |
| Austria                                | 30                 |
| Danimarca                              | 1                  |
| Francia                                | 24                 |
| Germania                               | 45                 |
| Irlanda                                | 27                 |
| Official Singles Chart                 | 47                 |
| U.S. Billboard Hot 100                 | 28                 |
| U.S. Billboard Hot Adult Top 40 Tracks | 2                  |

## Formazione
- Elton John: voce, pianoforte Roland
- Guy Babylon: tastiere
- Vince Denham: sassofono
- Davey Johnstone: chitarra acustica, cori
- Fred Mandel: chitarra elettrica, organo
- Jonathan Moffett: batteria
- Romeo Williams: basso